# Planck-længde
Planck-længden (ℓP) er den naturlige enhed af længde (Planck-enhederne). Planck-længden er defineret som {\displaystyle \ell _{\text{P}}={\sqrt {\frac {\hbar G}{c^{3}}}}\approx 1,616\;199(97)\times 10^{-35}{\mbox{ m}}}.
Planck-længden er navngivet efter Max Planck.